# Biars-sur-Cère
Biars-sur-Cère település Franciaországban, Lot megyében. Lakosainak száma 1968 fő (2022. január 1.). Biars-sur-Cère Bretenoux, Gagnac-sur-Cère, Girac és Glanes községekkel határos.

## Népesség
A település népességének változása:
| Lakosok száma | 1273 | 1954 | 2023 | 1988 | 1985 | 2082 | 2139 | 2044 | 1998 | 1968 |
|               | 1968 | 1982 | 1990 | 2006 | 2013 | 2015 | 2017 | 2019 | 2020 | 2022 |